# 쓸쓸하고 찬란하神 - 도깨비

공유, 김고은 버전 포스터

《쓸쓸하고 찬란하神 - 도깨비》(영어: Guardian: The Lonely and Great God)는 2016년 12월 2일부터 2017년 1월 21일까지 방영된 tvN 금토 드라마이다.
이 드라마는 도깨비 설화를 모티브로 김은숙 작가가 3년 전부터 기획하였고, 도깨비라는 현실에는 없는 캐릭터를 차용해 인간 신부가 필요한 도깨비, 그와 기묘한 동거를 시작한 기억상실증 저승사자, 그런 그들 앞에 '도깨비 신부'라 주장하는 '죽었어야 할 운명'의 소녀라는 소재와 함께 사극과 현대극을 오가는 판타지적인 요소를 강조한 드라마로 이응복 감독과 함께 공전의 히트를 기록한 《태양의 후예》 이후 다시 합작한 작품이다. 1, 2회분은 90분으로 특별 편성하여 방영되었으나, 그 이후에도 60분을 초과하여 90분 내로 편성되고 있다.
한편, 마지막 회가 평균 시청률 20.5%(이하 닐슨코리아 유료플랫폼 기준), 순간 최고 시청률 22.1%를 기록하며 역대 케이블채널 프로그램 최고 시청률을 기록한 《응답하라 1988》의 시청률(평균 19.6%, 순간 최고 21.6%)을 넘으며 케이블 드라마의 역사를 새로 썼다. 또한 방영내내 콘텐츠파워, 화제성지수, 브랜드파워 순위에서 내내 1위를 기록하며 큰 인기를 끌었다. 또한 2018년 5월 21일부터 일본의 BS 후지와 TV 도쿄 등지에서도 편성이 시작되었던 것으로 보아, 도깨비는 일본에서도 편성된 적이 있었다.

## 줄거리
불멸의 삶을 끝내기 위해 인간 신부가 필요한 도깨비(공유), 그와 함께 기묘한 동거를 시작한 기억상실증 저승사자(이동욱). 그런 그들 앞에 '도깨비 신부'라 주장하는 '죽었어야 할 운명'의 소녀 지은탁(김고은)이 나타나며 벌어지는 신비로운 낭만설화.

## 등장인물

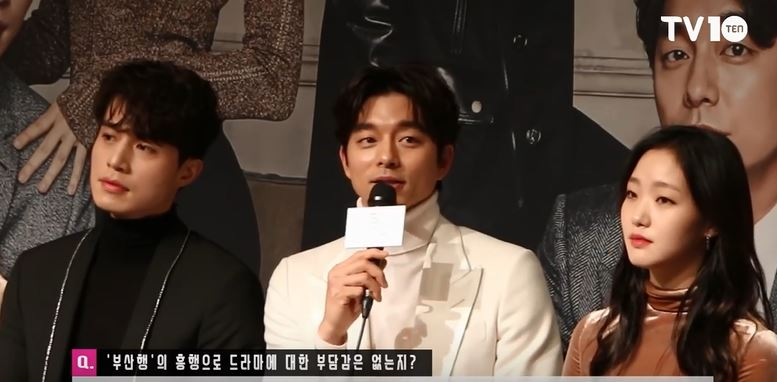
2016년 11월, 기자회견(이동욱, 공유, 김고은)

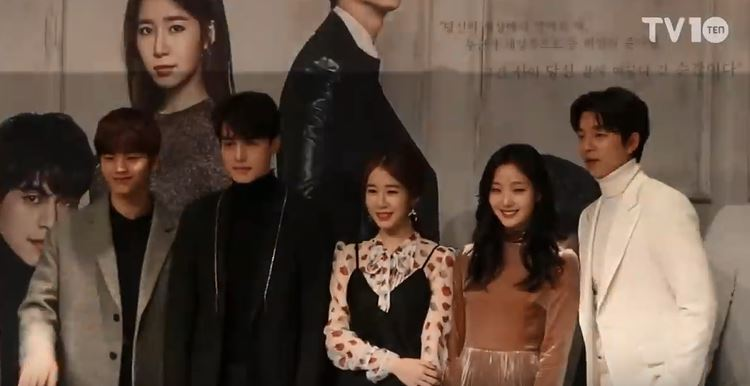
2016년 11월, 기자회견(육성재, 이동욱, 유인나, 김고은, 공유)

### 주요 인물
- 공유: 김신 역 - 고려시대 무신. 939세. 유신재, 유재신, 유정신 등의 이름을 씀.
- 김고은: 지은탁 역(아역: 한서진) - 도깨비 신부. 19세. 훗날 박소민으로 환생
- 이동욱: 저승사자 / 왕여(王黎) 역 - 생의 기억을 잃은 저승사자. 끝방 삼촌. 30대 후반 추정. 써니에게 김우빈이라 소개함. 훗날 이혁으로 환생
- 유인나: 써니 / 김선(金善) 역 - 치킨집 사장. 20대 중후반. 혈혈단신 천애고아. 김선의 환생
- 육성재: 유덕화 역(아역 정지훈,[6] 김현빈) - 도깨비를 모시는 가신 집안의 3대 독자. 20대 중후반

### 주변 인물
- 이엘: 삼신할매 역
- 김성겸: 유신우 역 - 대대로 내려오는 도깨비를 모시는 유씨가문 유덕화의 할아버지 ㅡ 아자개
- 염혜란: 지연숙 역 - 지은탁의 이모
- 정영기: 박경식 역 - 지은탁의 이종사촌 오빠
- 최리: 박경미 역 - 지은탁의 이종사촌 언니
- 조우진: 김도영 역 - 유신우 회장의 비서 → 천우그룹 대표이사(CEO)
- 최웅: 후배 저승사자 역

### 그 외
- 황석정: 점쟁이 / 이승을 떠도는 영혼(점쟁이의 언니, 세쌍둥이) 역
- 박경혜: 은탁을 데려가려는 처녀귀신 역
- 박세완: 고시원 귀신 역
- 김소라: 이정화 역 - 복수 귀신
- 안지현: 고정현 역 - 도서관 귀신 / 은탁의 엄마 연희의 고등학교 동창
- 고보결: 김유나 역 - 은탁의 반 반장 → 변호사 (로펌, 은탁의 라디오 법률상담)
- 이문수: 고려시대 김신의 시신을 지키던 노인 역 - 도깨비와 외국으로 처음 떠난 아이 유금선(정지훈→육성재)의 할아버지
- 윤경호: 김우식 역 - 고려시대 김신의 부하 / 천우그룹 경력사원 지원자
- 김병철: 박중헌 역 - 고려시대 국자감 박사, 간신, 왕여의 스승
- 남다름→김수복: 도깨비가 파리에서 만난 소년(→노인) 역
- 김난희: 은탁이네 담임교사 역
- 김민영: 박수진 역 - 은탁을 괴롭히는 친구
- 마민희: 수진 무리 중 한 학생 역
- 윤화경: 수진 무리 중 한 학생 역
- 윤다영: 23기 저승사자 / 고려시대 탕약(독약) 주는 궁녀 역
- 김기두: 동기 저승사자 역
- 조현식: 22기 저승사자 역
- 김창환: 23기 저승사자 역
- 김도현: 저승사자 감사원 역, 13화
- 박진우: 사채업자 역
- 윤주만: 사채업자 역
- 최지현
- 고수정
- 안두호: 전생에 마름이었던 자 역
- 이슬비: 허영심이 많고 감사할 줄 모르는 여자 역
- 이한서: 서점에서 지은탁에게 책을 건네는 여자아이 역
- 성낙경: 나경원 역 - 지은탁의 엄마 지연희를 차로 친 남자
- 김남희: 의사 역
- 강정구
- 설유인
- 구하리: 김민서 역 - 여자3 (16세)
- 오유미
- 구자은
- 이나현
- 김이안
- 김도준
- 윤부진: 은탁이네 집주인 아줌마 역
- 김미혜
- 유영복
- 황인준: 금괴 수사하던 형사 역
- 안성건
- 서혜진
- 김서정: 써니 친구 역
- 김인희
- 정지은
- 이승연
- 김지훈
- 김유정
- 홍부향: 고시원 귀신의 어머니 역
- 오아린: 병원 여자아이 역
- 김윤종: 병원 남자아이 역
- 정해인: 최태희 역 (아역 조용진)
- 황상경: 자전거 탄 소매치기 역
- 홍성오: 뽑기하는 김신을 이상하게 쳐다보고 가는 남자 역
- 한상길
- 이주영
- 김주황
- 이재은: 귀신 역
- 고진호: 고등학생 귀신 역
- 민영
- 이원진: 최면남 역
- 박은영
- 김기남
- 정윤희
- 홍석빈
- 서단우
- 강혜경
- 석일우
- 전여진
- 이승민
- 이승준
- 이지혜
- 도현
- 신영규
- 김현목
- 이지은
- 강윤수
- 송가현
- 이윤상
- 엄태옥
- 윤종구
- 민대식
- 조남희
- 이현배: 선황제 역
- 이규형: 보험금 때문에 아내를 죽인 이정화의 남편 역
- 이태형
- 변주현
- 유준원
- 박기륭
- 하민
- 김슬우
- 노강민
- 유병선
- 이채경: 장일옥 매니저 역
- 김태훈
- 이혜은
- 장호준
- 박찬
- 류태호: 지은탁 직장상사 역
- 양조아
- 정다운
- 최나무
- 동윤석
- 이승준 (목소리 출연)
- 이재이
- 노강민
- 함성민: 북한군 역
- 신신범
- 손영순
- 서유림
- 김금순
- 최범호
- 석정만
- 김우진
- 김상철
- 정인영
- 송수현: 김우식의 딸 역
- 김주아
- 주부진
- 설우형
- 권관오
- 윤지온
- 김성범: 저승사자를 들이받고 멧돼지라 착각하게 된 운전자 역
- 김혜윤: 이산가족 아내의 젊은 시절 역
- 주석제: 정비공(마지막회. 도깨비와 샌드위치를 나눠먹고 차를 고치게 되는 역)

### 특별출연
- 박희본: 지연희(池蓮熙) 역 - 지은탁의 어머니
- 김소현: 김선(金善) 역 - 고려시대 왕비, 김신의 동생
- 김민재: 왕여(王黎) 역(어린 왕여: 김도현) - 고려시대 왕

## 제작진
- 기획: 스튜디오 드래곤
- 제작: 윤하림
- 기획이사: 백혜주
- 제작총괄: 김범래
- 프로듀서: 김지연
- 제작프로듀서: 주경하
- 촬영: 박성용, 강윤순
- 조명: 손영규, 조래연
- 미술감독: 김소연
- 디자인: 김소연
- 소품: 주동만
- 무술감독: 정진근
- 무술지도: 김선웅
- 특수영상: 이용섭
- 편집: 이상록
- 음악: 남혜승
- D.I/종편: 이동환
- OST 제작: CJ E&M MUSIC
- 제작사: 화앤담픽쳐스
- 조연출: 정지현, 김성진
- 각본: 김은숙
- 연출: 이응복, 권혁찬, 윤종호

## 캐스팅 후일담
- 드라마의 타이틀 롤 '도깨비' 역의 공유는 김은숙 작가의 캐스팅 제안을 5년간 거절하다가 승낙 하였다.

Q. 5년 동안 김은숙 작가를 애태우게 했던 이유가 어쩌면 이것이었을까요? 세속적인 욕망이 크지 않은 배우이기에 출연만 하면 스타가 되는 드라마 작가의 러브콜에도 무심할 수 있었는지도 모르겠네요.
A. 5년 동안 저를 기다리셨단 말씀은 김은숙 작가님이 하셨어요. 제가 햇수를 세어본 건 아니고요. 말씀을 듣고 오히려 제가 그랬나 싶었어요. 제게 처음 출연 제의를 하신 드라마를 더듬어보니까 그쯤 되겠다 싶더라고요. 제가 제대한 직후였으니까.

Q. 제대한 직후라면 다시 예전의 인기를 회복할 수 있을까 고민이 깊을 수밖에 없을 때잖아요. 그런데도 거절했다니….
A. 저란 사람이 늘 그래요. 마음이 항상 같거든요. 집착도 없고, 후회도 없고, 아쉽지도 않고. 김은숙 작가님한테서 처음 드라마 출연을 제의받았을 때 김장균 대표와 나눴던 얘기가 아직도 기억나요. “안 할 거 아는데, 그래도 잘될 것 같아서 보여주기는 해야 할 것 같아서 주는 거야”라고 하면서 제게 드라마 대본을 내밀었죠.

Q. 그런 배우가 김은숙 드라마를 선택했어요. 도대체 무슨 얘기가 오갔던 겁니까?
A. 그 만남 자리도 제가 부담스러워서 계속 도망다녔어요. 스타 작가님이잖아요. 만나뵙고 저를 그렇게 좋게 봐주셔서 고맙다는 얘기도 하고 싶은데, 막상 드라마에 대한 얘기를 다 듣고 그 자리에서 거절한다는 게 실례가 아닐까 걱정도 됐어요. 언짢아하실 거다, 그럴 거면 안 만나는 게 낫겠다, 생각한 거죠. 그런데도 작가님이 티타임이라도 갖자고 하셔서, 얼굴 뵙고 고맙다는 말씀이라도 드리고 싶어서, 그래서 만나게 된 거죠. 지금 와서 드는 생각인데, 김장균 대표가 머리를 쓴 것 같아요. 김은숙 작가님하고 이응복 감독님을 한 번만 만나보라고 하더라고요. 일단 공유라는 배우에 대한 작가님과 감독님의 생각을 들어보게 하고 싶었던 것 같아요. 김 대표는 저의 불안감이 무언지 잘 알고 있었으니까. 작가님, 감독님이랑 대화를 나눠보면 제가 가진 걱정을 조금은 내려놓을 수 있을 거라고 생각했던 것 같아요.

Q. 그렇다면 첫 만남의 시기는 여름쯤이었겠네요. 도대체 어떻게 된 거죠? 거절하려고 만났다가 출연하기로 마음먹은 게.
A. 배우가 가진 고유함과 작가가 가진 고유함이 합쳐져서 생각하지도 못했던 시너지가 날 때 그 작업이 즐겁잖아요. 영화는 감독의 예술이고 드라마는 작가의 예술이고 연극은 배우의 예술이라고 하지만, 저는 그 안에서도 정도는 있다고 봐요. 서로 융화되면서 사람들이 기대하지 못했던 새로운 것을 창출해내는 게 저한텐 되게 중요하거든요.

Q. 작가와 만나고 나서, 김은숙 드라마 안에서 공유가 진짜이고 작가와 감독과 배우가 서로 시너지를 낼 수 있겠다는 믿음을 얻은 거군요?
A. 맞아요.

Q. 그런 고집이야말로 공유라는 배우의 특별함인 것 같아요. 어떤 배우들은 김은숙 작가한테 한 번만 출연시켜달라고 부탁할지도 모르는데. 공유는 그 안에서 내가 진짜냐 가짜냐를 고민하는 거죠. 그 고민을 놓지 못하고.
A. 괴롭죠.— 《에스콰이어》 2017년 6월호, '더 없이 찬란하고 한없이 쓸쓸한 공유' 중

- '저승사자' 역의 이동욱은 드라마 제작발표회 당시 "저승사자 역할이 탐나서 먼저 하고 싶다고 말했다"라고 밝힌 바 있는데, tvN 연예 정보 방송 《명단공개 2017》에 따르면 이동욱은 캐스팅 순위에 없던 배우였으나, 대본을 읽은 이동욱이 "서브도 상관 없다. 꼭 하고 싶다"는 출연 의지를 내비쳤다고 한다. 그러나 김은숙 작가는 저승사자의 이미지가 이동욱과 맞지 않다고 반대했다고 한다. 이동욱은 이런 김은숙 작가를 설득하기 위해 김은숙 작가의 해외 출국 스케줄을 파악, 비행기 티켓까지 구해 자신을 어필했고 결국 '도깨비'에 출연할 수 있게 됐다고 한다.[8] 이 캐스팅 후일담에서 이동욱이 작가에게 먼저 찾아가서 하고 싶다고 말씀드린 건 맞지만, '김은숙 작가가 이동욱을 반대했다'는 대목은 사실이 아니라고 한다.

Q. 이 작품을 하는 동안, 또 마친 후에도 인터뷰를 거의 하지 않았다. 그래서 김은숙 작가에게 ‘저승사자’ 역을 하고 싶다고 적극적으로 제안했다는 이야기를 기사로 접했는데, 사실인가?
A. 약간 잘못 알려진 부분이 있어서 그 기사를 읽고 마음이 좋지 않았다. 일단 내가 먼저 작가님에게 ‘저승사자’를 연기하고 싶다고 말씀드린 건 맞다. 하지만 ‘이미 김은숙 작가가 정해놓은, 마음에 둔 배우가 있었다’는 건 사실이 아니다. 해당 기사가 나가고 난 뒤 작가님이 몹시 미안해하면서 전화를 하셨다. 나는 <도깨비>의 시놉시스가 나오기도 전, 공유 형이 ‘도깨비’ 역에 캐스팅되기도 전에 트리트먼트만 나온 상태에서 ‘이건 꼭 해야겠다’는 생각이 들어 먼저 찾아간 거다. ‘저승사자’가 참 매력 있는 캐릭터인데, 내가 하면 잘해낼 수 있을 것 같다고 말씀드렸다. 스토리 라인도, 판타지라는 장르도, 그리고 도깨비와 저승사자가 한 집에서 살고 있다는 설정도 다 좋았다. 꼭 이 배역을 맡아 연기하고 싶다는 생각이 들 수밖에 없었다.— 《아레나 옴므 플러스》 2017년 3월호, '이동욱의 봄날' 중

## 촬영 장소
- 강원도 평창 용평리조트
- 강원도 평창군 월정사 전나무숲
- 강원도 강릉시 주문진
- 경기도 안성시 석남사
- 경기도 안양시 동편마을
- 서울시 2호선 용답역
- 서울시 건국대학교 서울캠퍼스

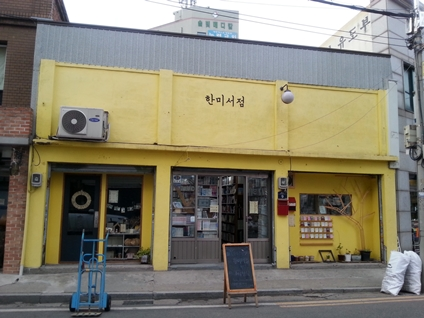
배다리 헌책방 골목(한미서점)

- 서울시 종로구 소격동 157-4:자작나무 이야기(카페)
- 역삼래미안그레이튼
- 위례신도시 달콤커피 위례점[10]
- 인천광역시[11]
  - 계양구 서운고등학교
  - 동구 배다리 헌책방 골목(한미서점)
  - 동구 송현근린공원
  - 동구 송림동 풍림아이원, 송림휴먼시아 일대
  - 서구 수도권매립지
  - 서구 청라중앙호수공원
  - 연수구 경원재앰배서더
  - 연수구 동북아무역센터
  - 연수구 오크우드프리미어
  - 연수구 인천타워대로
  - 중구 네스트호텔
  - 중구 자유공원
  - 중구 호텔 오라
- 전라북도 김제시
- 전라북도 고창
- 캐나다 퀘벡 샤토 프롱트낙과 에이브러햄 평원
- 서울시 서울중앙고등학교

## 시청률
최저 시청률과 최고 시청률은 시청률 조사회사와 지역별로 시청률에 차이가 있을 수 있습니다.
| 2016년      | 2016년      | 2016년     | 2016년      |
| 회차        | 방송일      | AGB '전국' | TNmS 시청률 |
| ----------- | ----------- | ---------- | ----------- |
| 제1회       | 12월 2일    | '6.322%'   | '6.7%'      |
| 제2회       | 12월 3일    | 7.904%     | 8.1%        |
| 제3회       | 12월 9일    | 12.471%    | 12.0%       |
| 제4회       | 12월 10일   | 11.373%    | 12.7%       |
| 제5회       | 12월 16일   | 11.507%    | 14.0%       |
| 제6회       | 12월 17일   | 11.618%    | 13.0%       |
| 제7회       | 12월 23일   | 12.297%    | 13.5%       |
| 제8회       | 12월 24일   | 12.344%    | 11.6%       |
| 제9회       | 12월 30일   | 12.933%    | 14.6%       |
| 제10회      | 12월 31일   | 12.702%    | 13.3%       |
| 2017년      |             |            |             |
| 제11회      | 1월 6일     | 13.894%    | 14.8%       |
| 제12회      | 1월 7일     | 13.712%    | 14.6%       |
| 제13회      | 1월 13일    | 14.254%    | 15.3%       |
| 제14회      | 1월 20일    | 16.043%    | 16.3%       |
| 제15회      | 1월 21일    | 16.917%    | 17.7%       |
| 제16회      | 1월 21일    | '18.680%'  | '19.6%'     |
| 평균 시청률 | 평균 시청률 | '12.811%'  | '13.6%'     |
|             |             |            |             |
| 스페셜      |             |            |             |
| 1회         | 1월 14일    | 9.427%     | 9.1%        |
| 2회         | 2월 3일     | 3.606%     | 3.9%        |
| 3회         | 2월 4일     | 4.075%     | 3.2%        |

## 결방 및 연방
- 2017년 1월 14일: 〈도깨비 스페셜 - 모든 날이 좋았다〉의 방영으로 결방.[14]
- 2017년 1월 21일: 15회~16회를 연방.[14]

## 사운드 트랙
다음은 오리지널 사운드트랙(OST) 싱글 앨범에 포함된 곡들이며, 정렬기준은 출시 순입니다.

### Part. 1
| #            | 제목                            | 작사         | 작곡             | 재생 시간 |
| ------------ | ------------------------------- | ------------ | ---------------- | --------- |
| 1.           | 〈'Stay With Me'〉 (찬열, 펀치) | 지훈         | 이승주, 로코베리 | 3:12      |
| 2.           | 〈Stay With Me (Inst.)〉        |              | 이승주, 로코베리 | 3:12      |
| 총 재생 시간 | 총 재생 시간                    | 총 재생 시간 | 총 재생 시간     | 6:24      |

### Part. 2
| #            | 제목                        | 작사         | 작곡         | 재생 시간 |
| ------------ | --------------------------- | ------------ | ------------ | --------- |
| 1.           | 〈'내 눈에만 보여'〉 (10cm) | 10cm         | 10cm         | 2:37      |
| 2.           | 〈내 눈에만 보여 (Inst.)〉  |              | 10cm         | 2:37      |
| 총 재생 시간 | 총 재생 시간                | 총 재생 시간 | 총 재생 시간 | 5:14      |

### Part. 3
| #            | 제목                   | 작사           | 작곡           | 재생 시간 |
| ------------ | ---------------------- | -------------- | -------------- | --------- |
| 1.           | 〈'Hush'〉 (라쎄 린드) | 김희진, 조혜음 | 남혜승, 김희진 | 4:20      |
| 총 재생 시간 | 총 재생 시간           | 총 재생 시간   | 총 재생 시간   | 4:20      |

### Part. 4
| #            | 제목                     | 작사         | 작곡           | 재생 시간 |
| ------------ | ------------------------ | ------------ | -------------- | --------- |
| 1.           | 〈'Beautiful'〉 (크러쉬) | 지훈         | 이승주, 황찬희 | 3:48      |
| 2.           | 〈Beautiful (Inst.)〉    |              | 이승주, 황찬희 | 3:48      |
| 총 재생 시간 | 총 재생 시간             | 총 재생 시간 | 총 재생 시간   | 7:36      |

### Part. 5
| #            | 제목                       | 작사         | 작곡         | 재생 시간 |
| ------------ | -------------------------- | ------------ | ------------ | --------- |
| 1.           | 〈'이쁘다니까'〉 (에디 킴) | 김원, 이창민 | 김원, 이창민 | 3:16      |
| 2.           | 〈이쁘다니까 (Inst.)〉     |              | 김원, 이창민 | 3:16      |
| 총 재생 시간 | 총 재생 시간               | 총 재생 시간 | 총 재생 시간 | 6:32      |

### Part. 6
| #            | 제목                      | 작사           | 작곡           | 재생 시간 |
| ------------ | ------------------------- | -------------- | -------------- | --------- |
| 1.           | 〈'Who are you'〉 (샘 김) | 남혜승, 박진호 | 남혜승, 박진호 | 4:15      |
| 2.           | 〈Who are you (Inst.)〉   |                | 남혜승, 박진호 | 4:15      |
| 총 재생 시간 | 총 재생 시간              | 총 재생 시간   | 총 재생 시간   | 8:30      |

### Part. 7
| #            | 제목                    | 작사         | 작곡         | 재생 시간 |
| ------------ | ----------------------- | ------------ | ------------ | --------- |
| 1.           | 〈'I Miss You'〉 (소유) | 지훈         | 로코베리     | 2:50      |
| 2.           | 〈I Miss You (Inst.)〉  |              | 로코베리     | 2:50      |
| 총 재생 시간 | 총 재생 시간            | 총 재생 시간 | 총 재생 시간 | 5:40      |

### Part. 8
| #            | 제목                | 작사                   | 작곡           | 재생 시간 |
| ------------ | ------------------- | ---------------------- | -------------- | --------- |
| 1.           | 〈'첫눈'〉 (정준일) | 정준일, 남혜승, 박진호 | 남혜승, 박진호 | 4:56      |
| 2.           | 〈첫눈 (Inst.)〉    |                        | 남혜승, 박진호 | 4:56      |
| 총 재생 시간 | 총 재생 시간        | 총 재생 시간           | 총 재생 시간   | 9:52      |

### Part. 9
| #            | 제목                                  | 작사         | 작곡         | 재생 시간 |
| ------------ | ------------------------------------- | ------------ | ------------ | --------- |
| 1.           | 〈'첫눈처럼 너에게 가겠다'〉 (에일리) | 이미나       | 로코베리     | 3:50      |
| 2.           | 〈첫눈처럼 너에게 가겠다 (Inst.)〉    |              | 로코베리     | 3:50      |
| 총 재생 시간 | 총 재생 시간                          | 총 재생 시간 | 총 재생 시간 | 7:40      |

### Part. 10
| #            | 제목                    | 작사         | 작곡           | 재생 시간 |
| ------------ | ----------------------- | ------------ | -------------- | --------- |
| 1.           | 〈'소원'〉 (어반자카파) | 박용인       | 박용인, 박주희 | 3:56      |
| 2.           | 〈소원 (Inst.)〉        |              | 박용인, 박주희 | 3:56      |
| 총 재생 시간 | 총 재생 시간            | 총 재생 시간 | 총 재생 시간   | 7:52      |

### Part. 11
| #            | 제목                          | 작사           | 작곡                   | 재생 시간 |
| ------------ | ----------------------------- | -------------- | ---------------------- | --------- |
| 1.           | 〈'And I'm here'〉 (김경희)   | 김경희         | 남혜승, 박상희, 김경희 | 4:08      |
| 2.           | 〈Winter is coming〉 (한수지) | 남혜승, 김희진 | 남혜승, 김희진         | 2:30      |
| 3.           | 〈Stuck in love〉 (김경희)    | 남혜승, 박상희 | 남혜승, 박상희         | 2:39      |
| 총 재생 시간 | 총 재생 시간                  | 총 재생 시간   | 총 재생 시간           | 9:17      |

### Part. 12
| #            | 제목                          | 작사           | 작곡           | 재생 시간 |
| ------------ | ----------------------------- | -------------- | -------------- | --------- |
| 1.           | 〈'HEAVEN'〉 (로이킴, 김이지) | 남혜승, 박진호 | 남혜승, 박진호 | 4:20      |
| 2.           | 〈HEAVEN (Inst.)〉            |                | 남혜승, 박진호 | 4:20      |
| 총 재생 시간 | 총 재생 시간                  | 총 재생 시간   | 총 재생 시간   | 8:40      |

### Part. 13
| #            | 제목                | 작사         | 작곡         | 재생 시간 |
| ------------ | ------------------- | ------------ | ------------ | --------- |
| 1.           | 〈'LOVE'〉 (마마무) | 박우상       | 박우상       | 2:58      |
| 2.           | 〈LOVE (Inst.)〉    |              | 박우상       | 2:58      |
| 총 재생 시간 | 총 재생 시간        | 총 재생 시간 | 총 재생 시간 | 5:56      |

### Part. 14
| #            | 제목                                          | 작사           | 작곡           | 재생 시간 |
| ------------ | --------------------------------------------- | -------------- | -------------- | --------- |
| 1.           | 〈'Round and round (Feat. 한수지)'〉 (헤이즈) | 남혜승, 김경희 | 남혜승, 박상희 | 3:22      |
| 2.           | 〈Round and round (Feat. 한수지) (Inst.)〉    |                | 남혜승, 박상희 | 3:22      |
| 총 재생 시간 | 총 재생 시간                                  | 총 재생 시간   | 총 재생 시간   | 6:44      |

## 수상 및 후보
| 연도 | 상                              | 부문                      | 작품/수상자                             | 결과 | 출처          |
| ---- | ------------------------------- | ------------------------- | --------------------------------------- | ---- | ------------- |
| 2017 | 2017 대한민국 퍼스트브랜드 대상 | 특별상 부문               | 도깨비                                  | 수상 | [ 15 ]        |
| 2017 | 제11회 케이블방송대상           | 드라마부문 대상           | 도깨비                                  | 수상 | [ 16 ]        |
| 2017 | 제11회 케이블방송대상           | OST부문 대상              | 에일리                                  | 수상 | [ 16 ]        |
| 2017 | 제11회 케이블방송대상           | 케이블VOD방송부문 대상    | 도깨비                                  | 수상 | [ 16 ]        |
| 2017 | 제11회 케이블방송대상           | 라이징스타상              | 육성재                                  | 수상 | [ 16 ]        |
| 2017 | 제5회 드라마피버 어워즈         | 남우주연상                | 공유                                    | 수상 | [ 17 ]        |
| 2017 | 제5회 드라마피버 어워즈         | 베스트 커플상             | 공유 & 김고은                           | 수상 | [ 17 ]        |
| 2017 | 제5회 드라마피버 어워즈         | 남우조연상                | 이동욱                                  | 수상 | [ 17 ]        |
| 2017 | 제5회 드라마피버 어워즈         | 여우조연상                | 유인나                                  | 수상 | [ 17 ]        |
| 2017 | 제5회 드라마피버 어워즈         | 베스트 드라마 멜로상      | 도깨비                                  | 수상 | [ 17 ]        |
| 2017 | 제53회 백상예술대상             | TV부문 대상               | 김은숙                                  | 수상 | [ 18 ]        |
| 2017 | 제53회 백상예술대상             | TV부문 작품상             | 도깨비                                  | 후보 | [ 18 ]        |
| 2017 | 제53회 백상예술대상             | TV부문 극본상             | 김은숙                                  | 후보 | [ 18 ]        |
| 2017 | 제53회 백상예술대상             | TV부문 연출상             | 이응복                                  | 후보 | [ 18 ]        |
| 2017 | 제53회 백상예술대상             | TV부문 남자 최우수 연기상 | 공유                                    | 수상 | [ 18 ]        |
| 2017 | 제53회 백상예술대상             | TV부문 남자 인기상        | 공유                                    | 후보 | [ 18 ]        |
| 2017 | 제53회 백상예술대상             | TV부문 남자 인기상        | 이동욱                                  | 후보 | [ 18 ]        |
| 2017 | 제53회 백상예술대상             | TV부문 남자 인기상        | 육성재                                  | 후보 | [ 18 ]        |
| 2017 | 제53회 백상예술대상             | TV부문 여자 최우수 연기상 | 김고은                                  | 후보 | [ 18 ]        |
| 2017 | 제53회 백상예술대상             | TV부문 여자 인기상        | 김고은                                  | 후보 | [ 18 ]        |
| 2017 | 제53회 백상예술대상             | TV부문 여자 인기상        | 유인나                                  | 후보 | [ 18 ]        |
| 2017 | 제12회 서울 드라마 어워즈       | 한류 드라마 주제가상      | 에일리                                  | 수상 | [ 18 ]        |
| 2017 | 제10회 코리아 드라마 어워즈     | 작품상                    | 도깨비 (군주 - 가면의 주인과 공동 수상) | 수상 | [ 19 ] [ 20 ] |
| 2017 | 제10회 코리아 드라마 어워즈     | 프로듀서상                | 이응복                                  | 후보 | [ 19 ] [ 20 ] |
| 2017 | 제10회 코리아 드라마 어워즈     | 작가상                    | 김은숙                                  | 후보 | [ 19 ] [ 20 ] |
| 2017 | 제10회 코리아 드라마 어워즈     | 남자 최우수연기상         | 이동욱                                  | 후보 | [ 19 ] [ 20 ] |
| 2017 | 제10회 코리아 드라마 어워즈     | 여자 최우수연기상         | 김고은                                  | 후보 | [ 19 ] [ 20 ] |
| 2017 | 제10회 코리아 드라마 어워즈     | 여자 우수상               | 유인나                                  | 후보 | [ 19 ] [ 20 ] |
| 2017 | 제10회 코리아 드라마 어워즈     | 남자 신인상               | 육성재                                  | 수상 | [ 19 ] [ 20 ] |
| 2017 | 제10회 코리아 드라마 어워즈     | OST상                     | 소유                                    | 후보 | [ 19 ] [ 20 ] |
| 2017 | 제10회 코리아 드라마 어워즈     | OST상                     | 크러쉬                                  | 후보 | [ 19 ] [ 20 ] |
| 2017 | 제10회 코리아 드라마 어워즈     | 올해의 스타상             | 육성재                                  | 수상 | [ 19 ] [ 20 ] |
| 2017 | 제10회 코리아 드라마 어워즈     | 인기 캐릭터상             | 박경혜, 김병철                          | 수상 | [ 19 ] [ 20 ] |
| 2018 | 제13회 숨피 어워즈              | 올해의 드라마             | 도깨비                                  | 수상 | [ 21 ]        |
| 2018 | 제13회 숨피 어워즈              | 남우조연상                | 이동욱                                  | 수상 | [ 21 ]        |
| 2018 | 제13회 숨피 어워즈              | 여우조연상                | 유인나                                  | 수상 | [ 21 ]        |

## 참고 사항
- 본 드라마의 화면은 레터박스로 구성하였다.

## 동시간대 드라마
- JTBC 금토드라마
  - 《이번 주 아내가 바람을 핍니다》: 2016년 10월 28일~2016년 12월 3일
  - 《솔로몬의 위증》: 2016년 12월 16일~2017년 1월 28일